# Сремски Хрват
Сремски Хрват су биле новине за време од 1878. до 1. априла 1884. године. Уредник и издавач је био Фран Вечерина. То је био лист католичког свештенства, који се представљао као католичко-хрватско гласило.